# مشابه مضاف
مشابه المضاف هو كل اسم تعلق به شيء، وهو من تمام معناه؛ كتعلق من زيد بخيرا في قولهم «يا خيرا من زيد».